# Бедряга, Михаил Григорьевич
Михаил Григорьевич Бедряга (?—1833) — герой Отечественной войны 1812 года.

## Биография
Михаил Григорьевич Бедряга — старший сын командира Ахтырского гусарского полка Григория Васильевича Бедряги (?—10.03.1815). Имел братьев Сергея (Бедряга 2-й) (?—28.09.1812) и Николая (Бедряга 3-й) (1776—1855). Род происходил из ветви малороссийского семейства, переселившейся в Воронежскую губернию.
Имя Михаила Григорьевича Бедряги появилось в связи с публикацией в первом номере журнала «Отечественные записки» «Выписок из дневника партизана Дениса Давыдова». Позже, уточняя информацию, Д. В. Давыдов указал, что 1-м эскадроном Ахтырского гусарского полка командовал не он, а ротмистр «Михаил Григорьевич Бедряга, высокой храбрости и дарований. Офицер, изувеченный на священной Бородинской битве».
М. Г. Бедряга с тринадцати лет служил в Ахтырском полку, в котором служил и его отец (кроме Михаила Григорьевича, в том же полку служили его братья). Под началом Суворова воевал в Польше (1794), участвовал в европейских кампаниях, был удостоен наград. За Бородино поручик М. Г. Бедряга был произведён в чин майора и получил орден Св. Владимира 4-й степени с бантом (19.12.1812).
Служил в лейб-гвардии Конно-егерском полку, был полковником.
Выйдя по увечью в отставку в чине полковника в июне 1824 года, он поселился в слободе Белогорье Острогожского уезда. В это время с ним познакомился К. Ф. Рылеев, служивший там в течение двух лет (1817—1819) в составе конно-артиллерийской роты № 12: «Эта тяжёлая рана, лишив его возможности продолжать службу, для коей он, можно сказать, родился, лишила отечество одного из отличнейших сынов его, армию — храброго и искусного воина, офицеров — редкого умом и способностями товарища, подчинённых — примерного начальника». В 1821 году Рылеев посвятил М. Г. Бедряге своё стихотворение «Пустыня». Рылеев откликнулся и на публикацию в «Отечественных записок»: его письмо редактору журнала П. П. Свиньину было опубликовано в № 8 журнала за 1820 год под заголовком «Ещё раз о храбром Бедряге».
Умер М. Г. Бедряга 25 июля (6 августа) 1833 года и был похоронен возле Преображенской церкви в Белогорье; рядом с отцом и матерью, Анной Ивановной (?—03.01.1844).